# Der bunte Schleier (Roman)
Der bunte Schleier (englisch The Painted Veil) ist ein Roman von William Somerset Maugham, der 1925 bei Heinemann in London und im selben Jahr bei George H. Doran in New York City erschien. Die Übertragung ins Deutsche kam 1928 heraus. Maugham versetzt sich zumeist in die Psyche der jungen Londonerin Kitty aus Harrington Gardens.

## Inhalt
Maugham erzählt in seinem Roman unter dem Motto „der bunte Schleier, den die Menschen Leben nennen“ vom Schicksal einer jungen Frau aus der britischen bürgerlichen Mittelschicht Londons mit den für die Zeit typischen Sozialisationsmustern und einem dadurch vorbestimmten Leben. Kitty Garstins Mutter dominiert in ihrer Aufstiegsmentalität den Ehemann und die beiden Töchter. Ihren Mann Bernard drängt sie ständig, seine Karriere als Jurist durch politische Vernetzung zum Richter am Obersten Gericht aufzubauen, aber er unterliegt bei der Parlamentsabgeordnetenwahl und erreicht als Justizrat nur die Richterstelle in einer Provinzstadt. Andererseits hofft sie auf die Aufstiegsmöglichkeiten ihrer Töchter durch Heirat, v. a. setzt sie auf die Schönheit der lebhaften Kitty. Diese hat auf den Bällen viele Verehrer, aber keiner ist ein idealer Freier im Sinne der Mutter. Die inzwischen 25-Jährige gerät noch mehr unter Druck, als ihre weniger attraktive jüngere Schwester Doris sich mit dem Sohn eines reichen Chirurgen mit Baron-Titel verlobt. Da entscheidet sie sich, den Antrag des Arztes Walter Fane anzunehmen, der als Bakteriologe in Tsching-Yen in China arbeitet und sich während seines Heimaturlaubs in sie verliebt hat. Sie hat bisher den schüchternen Mann kaum wahrgenommen, er entspricht nicht ihrem Männerbild und sie liebt ihn nicht. Sie heiraten kurz vor ihrer Abreise, und sie kommt somit ihrer Schwester zuvor und kann deren großer Hochzeitsfeier ausweichen.
Hier beginnt die Haupthandlung des zweijährigen Aufenthalts der Protagonistin in der britischen Kronkolonie Hongkong. Im Stützpunkt Tsching-Yen beginnt sie ein Liebesverhältnis mit dem gut aussehenden und unterhaltsamen 41-jährigen  Kolonialvizesekretär Charlie Townsend, dem man wegen seiner Wendigkeit den Aufstieg zur Verwaltungsspitze zutraut. Als ihr Mann nach einem Jahr die Affäre bemerkt, stellt er Kitty vor die Wahl, mit ihm in die von einer Cholera-Epidemie befallene Stadt Mei-tan-fu zu gehen, wo er nach dem Tod des Missionars die Kranken behandeln wird. Wenn sie dazu nicht bereit wäre, würde er sich scheiden lassen und sie müsste die Schuld an der Trennung übernehmen. Dies könnte sie nur vermeiden, wenn Townsend sich von seiner Frau mit deren Einverständnis trennen und zur Heirat Kittys bereiterklären würde. Im folgenden Streitgespräch legen sie die mangelhaften Grundlagen ihrer Ehe offen. Sie gibt zu, ihn nie geliebt und nur aus Familienstrategie geheiratet zu haben. Er hat das alles von Anfang an durchschaut, aber gehofft, sie könnte in ihrer Ehe eine Zuneigung zu ihm entwickeln. Kitty sieht in der jetzigen Situation die Chance ihrer Befreiung. Sie ist fest davon überzeugt, dass ihre Beziehung zu Charlie auf gegenseitiger Liebe beruht und setzt auf die dritte Alternative. Doch er will um jeden Preis einen Skandal verhindern und sich nicht von der zuverlässigen und karrierefördernden Dorothy und seinen drei Söhnen trennen. Kitty fühlt sich von ihm verraten und entschließt sich notgedrungen, sich mit ihrem Mann auf das lebensgefährliche Abenteuer einzulassen. Darüber ist Charlie sehr erleichtert, denn so erfahren weder die Öffentlichkeit noch seine Frau etwas von der Affäre.
In Sänften über Land und mit dem Dampfer auf dem westlichen Strom erreichen sie Mei-tan-fu, wo sie im Sommerhaus des verstorbenen Missionars wohnen. Walter ist sehr schweigsam und behandelt seine Frau distanziert. Ihre Kommunikation beschränkt sich auf das Nötige. Er arbeitet bis in Nacht in der Krankenstation und sorgt mit Oberst Yü und seinen Soldaten für die Hygiene in der Stadt. Der Zollbeamte Waddington kümmert sich etwas um Kitty, zeigt ihr die verelendete Stadt und macht sie mit der französischen Oberin des Klosters und ihren drei verbliebenen Nonnen bekannt. Sie ist beeindruckt von deren auf ihrem Glauben basierenden hingebungsvollen Einsatz im Hospital und entschließt sich, ihnen bei der Pflege chinesischer Kinder zu helfen. Hierbei findet sie zum ersten Mal einen Lebenssinn und fasst in der gemeinsamen Bedrohung durch die Epidemie, die in ihrem Bewusstsein die Affäre verdrängt, den Mut, mit Walter über ihre Situation zu reden (Kp. 46): Sie bereut zwar, ihn verletzt zu haben, entschuldigt sich aber mit ihrer oberflächlichen, leichtlebigen Natur, für die sie im Grunde nicht verantwortlich sei. Er habe sich in seiner Liebe eine falsche Vorstellung von ihr gemacht. Er gibt das zu und sagt, er verachte nicht sie, sondern sich, weil er sie geliebt habe. Das zweite intensive Gespräch (Kp. 56) führt sie mit ihrem Mann nach der Entdeckung ihrer Schwangerschaft. Sie sagt ihm ehrlich, dass sie nicht wisse, ob er der Vater sei, und er gesteht ihr, dass er am Anfang den Tod seiner untreuen Frau gewünscht habe, sie jetzt aber durch ihre Arbeit im Waisenhaus anders beurteile. Sie habe damit ihr Vergehen gesühnt. Aber er lässt die Frage nach ihrer Zukunft offen: „Wir haben uns unser Leben schön verpfuscht, was?“ Diese Frage wird durch das Schicksal entschieden, als Walter, dessen aufopferungsvolle Arbeit und bescheidenes Wesen die Nonnen hoch schätzen, sich mit Cholera infiziert und stirbt. Seine letzten Worte spielen auf die Ironie des Schicksals an: Am Anfang dachte er an Kittys Tod und nun ereilt dieser ihn.
Als 27-jährige Alleinstehende muss Kitty nun in die Heimat zurückkehren. In Tsching-Yen macht sie Station, um ihre Rente zu regeln und ihren Haushalt aufzulösen. Die über die Affäre ahnungslose Dorothy Townsend drängt in ihrem Mitleid die widerstrebende junge Witwe, für die Übergangszeit in ihrem Haus zu wohnen. Trotz ihrer Vorsätze ist Kitty erneut von dem ehemaligen Liebhaber und potentiellen Vater ihres Kindes fasziniert und Charlie nutzt eine Abwesenheit seiner Frau, ihr seine Liebe zu gestehen und sie erneut zu verführen. Über ihre moralische Schwäche entsetzt, beschließt sie sofort die schnelle Rückreise nach Europa.
Als Kitty nach zweijähriger Abwesenheit wieder in London ankommt, ist gerade ihre Mutter nach einer Operation gestorben. Für den Vater bedeutet dies, wie sie sofort bemerkt, eine Befreiung aus seiner Bevormundung. Er hat die Stelle eines Gerichtspräsidenten auf den Bahamas erhalten und freut sich auf ein neues Leben ohne Familienverantwortung. Für Kitty, mit der er bisher keine besonders liebevolle Beziehung hatte, will er eine Wohnung mieten und für ihren Unterhalt sorgen. Doch sie möchte nicht in der alten Umgebung bleiben und bittet ihn, ihr eine Chance zu geben und ihn begleiten zu dürfen. Mit ihrer Zuversicht auf einen Neuanfang steckt sie ihn an, und er stimmt zu. Sie versichert ihm, sie sei durch ihre leidvollen Erlebnisse in China gereift und wolle ihr Kind, anders als es ihr ergangen sei, zu einem freien, selbständigen und eigenverantwortlichen Menschen erziehen.

## Verfilmungen
- In den beiden Verfilmungen spielten 1934 Greta Garbo und 2006 Naomi Watts die Frau des glücklosen Dr. Fane.
- Aus einem Drehbuch von Karl Tunberg – auf der Grundlage des Romans geschrieben – entstand 1957 der Film The Seventh Sin[2] von Ronald Neame mit Eleanor Parker in der Hauptrolle (deutsch: Hongkong war ihr Schicksal[3]).

## Deutsche Ausgaben
- 1928: Der bunte Schleier. Roman. Autorisierte Übersetzung von Anna Kellner. E.P. Tal, Wien und Leipzig 1928, 252 Seiten.

## Verwendete deutsche Ausgabe
- Der bunte Schleier. Aus dem Englischen von Anna Kellner. Verlag Volk und Welt, Berlin 1978 (1. Aufl.), 254 Seiten (Lizenzgeber: Scherz Verlag, Bern 1953).

## Anmerkung
1. ↑  Zur Lage von Harrington Gardens siehe auch den Kopfsatz und die Landkarte in The Bentley London.